# Liste der Biografien/Conc
Liste der Biografien |
Portal Biografien |
Personensuche
# |
A |
B |
C |
D |
E |
F |
G |
H |
I |
J |
K |
L |
M |
N |
O |
P |
Q |
R |
S |
T |
U |
V |
W |
X |
Y |
Z |
?
 
Ca |
Cb |
Cc |
Ce |
Ch |
Ci |
Cj |
Ck |
Cl |
Cm |
Cn |
Co |
Cr |
Cs |
Ct |
Cu |
Cv |
Cw |
Cy |
Cz
 
Coa–Cod |
Coe–Cok |
Col |
Com |
Con |
Coo–Coq |
Cor |
Cos |
Cot |
Cou |
Cov |
Cow |
Cox |
Coy |
Coz
 
Cona |
Conb |
Conc |
Cond |
Cone |
Conf |
Cong |
Conh |
Coni |
Conj |
Conk |
Conl |
Conn |
Cono |
Conq |
Conr |
Cons |
Cont |
Conu |
Conv |
Conw |
Cony |
Conz
Die Liste der Biografien führt alle Personen auf, die in der deutschsprachigen Wikipedia einen Artikel haben. Dieses ist eine Teilliste mit 82 Einträgen von Personen, deren Namen mit den Buchstaben „Conc“ beginnt.

## Conc
- Čonč, Dominika (* 1993), slowenische Fußballspielerin

### Conca
- Conca, Darío (* 1983), argentinischer Fußballspieler
- Conca, Filippo (* 1998), italienischer Radrennfahrer
- Conca, Paed (* 1967), Schweizer Jazz- und Improvisationsmusiker
- Conca, Sebastiano (1680–1764), italienischer Maler des Barock
- Conca, Tommaso (1734–1822), italienischer Maler des Klassizismus
- Concanen, Richard Luke (1747–1810), irischer Geistlicher und erster römisch-katholischer Bischof von New York
- Concannon, Don (1930–2003), britischer Politiker, Unterhausabgeordneter
- Concari, Attilio (* 1944), italienischer Modefotograf und Filmregisseur
- Concas, Fabio (* 1986), italienischer Fußballspieler
- Concato, Fabio (* 1953), italienischer Cantautore und Jazzmusiker

### Conce
- Conceição Costa, Lucas (* 1999), brasilianischer Sprinter
- Conceição Gama, Cornélio da (* 1945), osttimoresischer Widerstandskämpfer und Parteichef
- Conceição Nobre Cabral, Maria da, Politikerin in Guinea-Bissau
- Conceição Pinto, Alessandro da (* 1977), brasilianischer Fußballspieler
- Conceição Santos, Manuel Mendes da (1876–1955), portugiesischer Geistlicher
- Conceição, Abel de (* 1978), osttimoresischer Beamter
- Conceição, Agapito da, osttimoresischer Beamter
- Conceição, Amadeu Paulo Samuel da (* 1960), mosambikanischer Diplomat
- Conceição, Anselmo da (* 1957), osttimoresischer Politiker
- Conceição, António da (* 1964), osttimoresischer Politiker
- Conceição, Domingos dos Santos da, osttimoresischer Politiker
- Conceição, Elpídio Barbosa (* 1974), brasilianischer Fußballspieler
- Conceição, Emerson da (* 1986), brasilianischer Fußballspieler
- Conceição, Flávio (* 1974), brasilianischer Fußballspieler
- Conceição, Francisco (* 2002), portugiesischer FußballspielerFrancisco Conceição (* 2002)

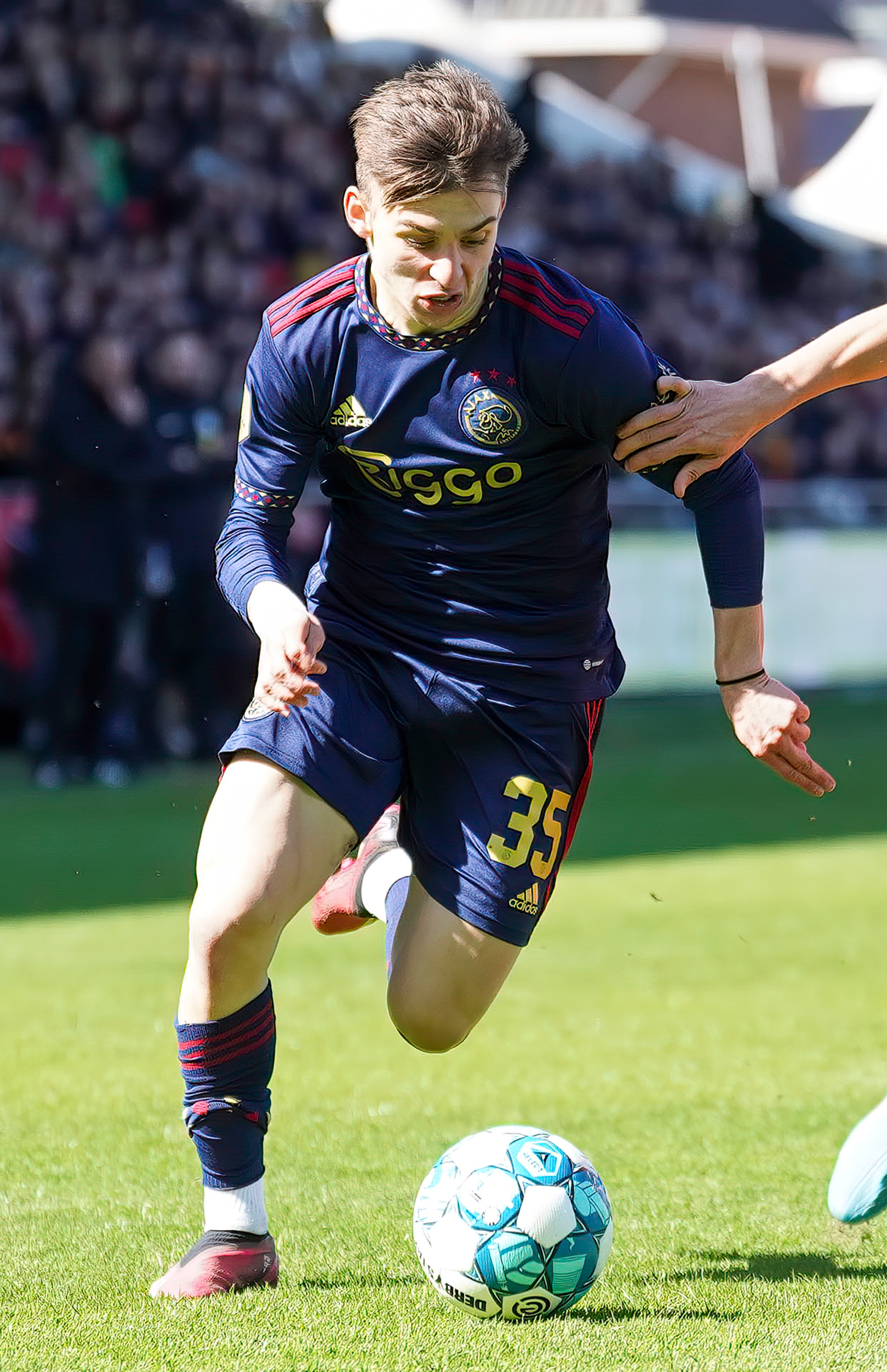
Francisco Conceição (* 2002)

- Conceição, Hebert (* 1998), brasilianischer Boxer
- Conceição, Ilda Maria da (* 1957), osttimoresische Politikerin
- Conceição, Jacinto da, Dominikaner und Kolonialverwalter
- Conceição, Jean-Jacques (* 1964), angolanisch-portugiesischer Basketballspieler
- Conceicão, João Maia da (* 1969), osttimoresischer Politiker
- Conceição, José Telles da (1931–1974), brasilianischer Leichtathlet
- Conceição, Júlio da (* 1973), osttimoresischer Politiker
- Conceição, Robson (* 1988), brasilianischer Boxer
- Conceição, Rodrigo (* 2000), portugiesischer Fußballspieler
- Conceição, Rommulo Vieira (* 1968), brasilianischer Hochschullehrer und bildender Künstler
- Conceiçao, Ronaldo (* 1987), brasilianischer Fußballspieler
- Conceição, Ronivaldo (* 1972), brasilianischer Squashspieler
- Conceição, Sérgio (* 1974), portugiesischer Fußballspieler und -trainerSérgio Conceição (* 1974)

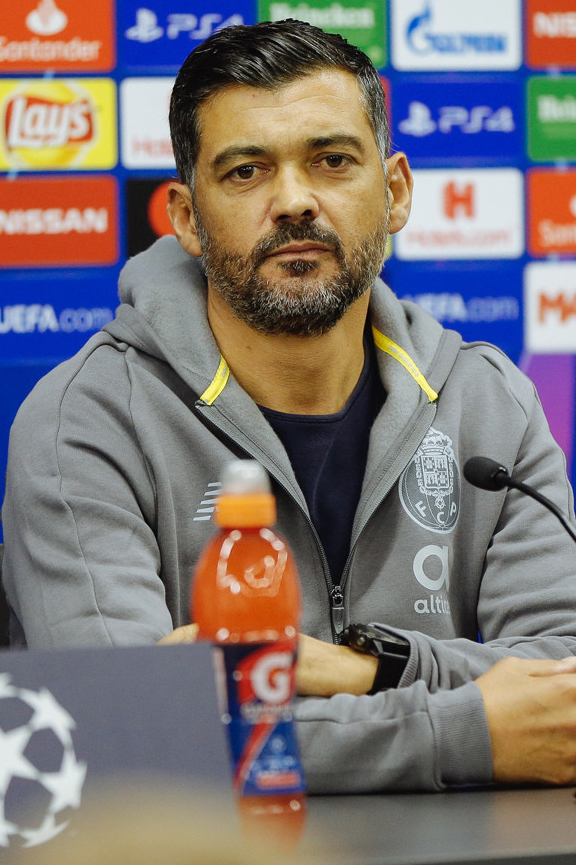
Sérgio Conceição (* 1974)

- Conceição, Vicente da, osttimoresischer Freiheitskämpfer, mutmaßlicher Führer einer Todesschwadron
- Conceição-Heldt, Eugénia da (* 1970), portugiesisch-deutsche Politikwissenschaftlerin
- Concelman, Carl (1912–1975), US-amerikanischer Elektroingenieur
- Concepción González, María del Carmen (* 1957), kubanische Politikerin
- Concepción, Belkis (* 1961), dominikanische Sängerin
- Concepción, César (1909–1974), puerto-ricanischer Trompeter, Arrangeur, Orchesterleiter und Komponist
- Concepción, Luis (* 1985), panamaischer Boxer im Fliegengewicht
- Concepción, Michelle (* 1970), Malerin
- Concepción, Tomás Alejo (* 1963), dominikanischer Geistlicher, römisch-katholischer Bischof von San Juan de la Maguana
- Concepcion, Valerie (* 1987), philippinische Schauspielerin
- Concessao, Vincent Michael (* 1936), indischer Geistlicher, Alterzbischof von Delhi

### Conch
- Concha Cayuqueo, Jorge Enrique (* 1958), chilenischer römisch-katholischer Ordensgeistlicher und Bischof von Temuco
- Concha Córdoba, Luis (1891–1975), kolumbianischer Geistlicher, Erzbischof von Bogotá und Kardinal der römisch-katholischen Kirche
- Concha Jiménez Lobatón, José de Santiago (1760–1835), Gouverneur von Chile
- Concha, Andrés de († 1612), spanisch-mexikanischer Maler
- Concha, Matías (* 1980), schwedischer Fußballspieler
- Concha, Víctor García de la (* 1934), spanischer Philologe und Leiter der Real Academia Española
- Conche, Marcel (1922–2022), französischer Philosoph und Philosophiehistoriker
- Conchie, Fin (* 2003), neuseeländischer Fußballspieler
- Conchita (* 1980), spanische Cantautora
- Conchon, Georges (1925–1990), französischer Schriftsteller und Drehbuchautor
- Conchy, Henri (1908–1993), französischer Fußballspieler
- Conchy, Max (1911–1998), französischer Fußballspieler

### Conci
- Conci, Nicola (* 1997), italienischer Radrennfahrer
- Concia, Paola (* 1963), italienische Politikerin, Mitglied der Camera dei deputati
- Concialini, Giovanni Carlo (1742–1812), italienischer Opernsänger (Soprankastrat) an der Königlichen Oper in Berlin
- Concilio, Christian (* 1965), deutscher Schauspieler und Regisseur
- Concilio, Florencia Di (* 1979), uruguayische Komponistin
- Concin, Adolf (* 1956), österreichischer Politiker (ÖVP), Landtagsabgeordneter
- Concin, Cyprian von († 1621), österreichischer Adliger und Gutbesitzer, kaiserlicher Oberst und wirklicher Hofkriegsrat
- Concin, Ferdinand von (1552–1612), österreichischer Amtsverwalter, kaiserlicher Rat und Reichshofrat
- Concin, Johann Ulrich von (* 1590), österreichischer Adliger, Gutsbesitzer, kaiserlicher Feldhauptmann und niederösterreichischer Landstand
- Concin, Johann Volkhard von († 1713), österreichischer Kämmerer und Obersthofmeister
- Concina, Alfred Mathias (1919–2012), deutscher SS-Unteroffizier
- Concini, Concino (1569–1617), französischer General und Marschall von Frankreich italienischer HerkunftConcino Concini (1569–1617)

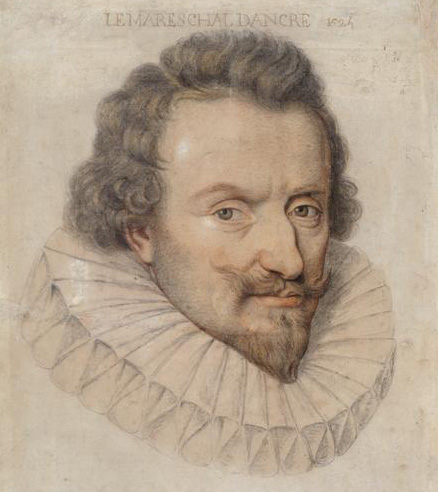
Concino Concini (1569–1617)

- Concini, Ennio De (1923–2008), italienischer Drehbuchautor und Regisseur
- Concius, Andreas (1628–1682), deutscher Mathematiker

### Conco
- Concone, Giuseppe (1801–1861), italienischer Gesangsmeister
- Conconi, Francesco (* 1935), italienischer Amateur-Radrennfahrer, Sportwissenschaftler und Biochemiker
- Concordia († 258), Heilige der römisch-katholischen Kirche und in der orthodoxen Kirche
- Concórdia, Geraldo (* 1950), brasilianischer Fußballspieler
- Concordius, christlicher Märtyrer und Heiliger
- Concorz, Peter (1605–1658), deutsch-österreichischer kaiserlicher Kammerbildhauer, Hofsteinmetzmeister, Hofbaumeister und Hofbauschreiber des Barock